# 驕陽逼近
《驕陽逼近》（菲律賓語：Mula sa Kung Ano ang Noon），是一部2014年拉夫·狄亞茲執導菲律賓劇情片。影片圍繞20世紀70年代馬科斯獨裁統治下菲律賓的一个偏遠小鎮展開。本片先行於2014年7月3日在菲律賓全球首映。後入選第67屆盧卡諾影展國際競賽單元，最終獲得最高榮譽金豹獎。
本片在第39屆多倫多國際影展於北美首映，2014年9月21日在菲律賓免費放映，同年在美國電影學會電影節於美國首映。

## 剧情
1972年，菲律宾的一个偏远的贫民区发生了一件神秘的事情。森林里传来嚎叫声，牛被砍死，一名男子在十字路口流血而死，房屋被烧毁。独裁总统费迪南德·马科斯宣布了第1081号公告，整个国家进入戒严状态。
当菲律宾武装部队决定在贫民区扎营之时，一切都变得一团糟。抑或以前就已经是这样的了？

## 演员表
- 佩里·迪宗　饰　西托
- 罗德·卡马尼亚格　饰　托尼
- 黑泽尔·奥朗西奥　饰　伊唐
- 卡列尼娜·哈尼尔　饰　霍塞莉娜
- 雷南德·阿夫塞德　饰　哈科布
- 迈尔斯·卡纳波　饰　赫丁

## 反响
電影在評論匯總網站爛番茄上根據9篇評影評，新鮮度89%，平均得分7/10。在Metacritic上根據5位影評人而獲得88分（滿分100），代表「普遍好評」。

## 获奖和提名
| 年份 | 奖项                     | 类别         | 获奖者          | 结果 |
| ---- | ------------------------ | ------------ | --------------- | ---- |
| 2014 | 盧卡諾影展               | 金豹獎       | 《驕陽逼近》    | 獲獎 |
| 2014 | 盧卡諾影展               | 費比西獎     | 《驕陽逼近》    | 獲獎 |
| 2015 | 第38屆菲律賓影評人協會獎 | 最佳影片     | 《驕陽逼近》    | 獲獎 |
| 2015 | 第38屆菲律賓影評人協會獎 | 最佳導演     | 拉夫·狄亞茲     | 獲獎 |
| 2015 | 第38屆菲律賓影評人協會獎 | 最佳編劇     | 拉夫·狄亞茲     | 獲獎 |
| 2015 | 第38屆菲律賓影評人協會獎 | 最佳剪輯     | 拉夫·狄亞茲     | 獲獎 |
| 2015 | 第38屆菲律賓影評人協會獎 | 最佳藝術指導 | 佩里·迪宗       | 提名 |
| 2015 | 第38屆菲律賓影評人協會獎 | 最佳音效     | 馬克·洛辛       | 提名 |
| 2015 | 第38屆菲律賓影評人協會獎 | 最佳女主角   | 黑澤爾·奥朗西奥 | 提名 |
| 2015 | 第38屆菲律賓影評人協會獎 | 最佳男配角   | 羅德·卡馬尼亞格 | 提名 |
| 2015 | 第38屆菲律賓影評人協會獎 | 最佳男配角   | 諾埃爾·聖多明戈 | 提名 |
| 2015 | 第38屆菲律賓影評人協會獎 | 最佳女配角   | 卡列尼娜·哈尼爾 | 提名 |